# Лос (Нор)
Лос (Нор) (фр. Loosn) град је у Француској у региону Nord-Pas-de-Calais, у департману Nord.
По подацима из 2010. године број становника у месту је био 21.592 становника.

## Демографија
| 1962.  | 1968.  | 1975.  | 1982.  | 1990.  | 2011.  |
| ------ | ------ | ------ | ------ | ------ | ------ |
| 18 367 | 21 007 | 21 530 | 20 640 | 20 657 | 20.819 |

## Партнерски градови
- Гезеке